# Nouveau pont-canal de Semington
Cet article traite du pont-canal permettant le franchissement de la route A350. Pour l’ouvrage enjambant un ruisseau voir le pont-canal de Semington.
Le nouveau pont-canal de Semington porte le canal Kennet et Avon au-dessus de la chaussée de la route A350 contournant Trowbridge, à Semington dans l'ouest du Wiltshire, en Angleterre. Bien que la construction de nouveaux canaux ne soit plus une pratique courante en Angleterre, de nouveaux pont-canaux comme celui-ci sont parfois construits dans le cadre de nouvelles routes ou de programme d'élargissement de route.

## Détails
Le nouveau pont-canal fut construit en vertu des dispositions du programme du conseil du comté de Wiltshire prise en 2000, et confirmé plus tard le 17 juillet 2002. Il faisait partie d'un programme de construction de routes pour contourner les villages de Semington, à l'ouest de la nouvelle structure, et Berryfield au nord du canal, se terminant l’extrémité sud de Melksham. Afin de fournir la hauteur nécessaire de 5,5 m (18 pieds), la route fut construite dans une coupe à ce niveau.
La nouvelle structure est sur le tracée du canal d'origine. Afin de permettre sa construction sans fermer le canal pendant la durée du projet, le canal fut temporairement détourné au sud de sa route existante, de l’écluse supérieure de Semington vers un point à 220 m à l'est. Comme le chemin de halage est sur la berge nord du canal à cet endroit, des ponts piétonniers temporaires furent  construits sur le canal, de sorte que le chemin de halage puisse suivre le détournement, et d'éviter le chantier. La route fut conçue comme une route à deux voies, avec la structure de 30,3 m reposant sur des piliers aux deux extrémités protégées par des murs sur les deux côtés et un terre-plein central protégé par des barrières de sécurité, mais qu'une seule chaussée fut construite et il n'y a aucune pile centrale. La zone où la seconde chaussée aurait dû être construite est gazonnée.
Le pont-canal dispose de deux canaux, séparés par un mur central de 800 mm. Chacun des canaux a 5,4 m de large par 2,0 m de profondeur, offrant une largeur navigable de 5,0 m, puisque des protections caoutchoutés sont montées sur les deux côtés pour protéger la structure en béton de l'abrasion dues aux bateaux. Il y a un autre mur de 800 mm au bord du canal, et le chemin de halage de 3,5 m sur le côté nord est séparé par un corridor de 1,5 m. Un dispositif similaire fut installé sur le côté sud, à des fins de maintenance. La structure en béton intègre 529 tonnes de renfort en acier, et le coût de la dérivation fut de 12 millions de livres. Le pont-canal fut ouvert le 3 mars 2004 par Fleur de Rhé-Philipe, représentant le conseil du comté de Wiltshire. La structure fut conçue par Ove Arup and Partners, et construite par l'entrepreneur de génie civil Alfred McAlpine.